# Éric Abidal
Éric-Sylvain Bilal Abidal (født 11. september 1979 i Lyon, Frankrig) er en fransk tidligere fodboldspiller. Han spillede gennem karrieren for blandt andet Monaco, Lille, Lyon og FC Barcelona.
Med Lyon var Abidal med til at vinde tre franske mesterskaber, mens det med FC Barcelona blev til blandt andet fire spanske mesterskaber og to triumfer i Champions League.
Han fik i marts måned 2011 konstateret svulst i leveren og blev 17. marts 2011 opereret.

## Landshold
Abidal nåede at spille 67 kampe for Frankrigs fodboldlandshold, som han blandt andet hjalp til en andenplads ved VM i 2006, og også repræsenterede under EM i 2008, samt VM i 2010 i Sydafrika.

## Titler
Ligue 1
- 2005, 2006 og 2007 med Olympique Lyon

Fransk Super Cup
- 2005, 2006 og 2007 med Olympique Lyon

La Liga
- 2009, 2010, 2011 og 2013 med FC Barcelona

Copa del Rey
- 2009 og 2012 med FC Barcelona

Supercopa de España
- 2009, 2010 og 2011 med FC Barcelona

Champions League
- 2009 og 2011 med FC Barcelona

UEFA Super Cup
- 2009 og 2011 med FC Barcelona

VM for klubhold
- 2009 og 2011 med FC Barcelona